# Agios Dīmītrios (Attica)
Agios Dimitrios (in greco Άγιος Δημήτριος?) è un comune della Grecia situato nella periferia dell'Attica (unità periferica di Atene Meridionale) con 68 719 abitanti secondo i dati del censimento 2001.

## Geografia fisica
Il comune è situato nelle immediate vicinanze di Atene, a sud della capitale.

## Amministrazione

### Gemellaggi
- Pozzuoli